# Oshkosh M911
Der Oshkosh M911 (Werksbezeichnung F2365) ist ein von der Oshkosh Corporation in den 1970er Jahren produzierter Schwerlasttransporter, der von der US Army verwendet wurde.
Die US-Army beschaffte in der zweiten Hälfte der 1970er Jahre 1000 Stück des Schwerlasttransporters – zusammen mit dem Vierachs-Sattelauflieger M747 – für den Straßentransport von Kampfpanzern und anderen schweren Lasten. Ein vom Oshkosh M911 oft transportierter Panzer war der M47 Patton. Der Oshkosh M911 wurde auch bei den in Europa stationierten US-Army-Einheiten verwendet.
Ein Oshkosh M911 wurde im Schweizerischen Militärmuseum Full ausgestellt.